# Gyretes surinamensis
Gyretes surinamensis is een keversoort uit de familie van schrijvertjes (Gyrinidae). De wetenschappelijke naam van de soort is voor het eerst geldig gepubliceerd in 1958 door Ochs.